# 鲍里斯·克里斯托夫
鲍里斯·基里洛夫·克里斯托夫（羅馬化：Boris Kirilov Hristov，IPA：[boˈris ˈkiriɫof ˈxristof]）（1914年5月18日—1993年6月28日）是保加利亚歌剧演唱家，被广泛认为是20世纪最伟大的男低音之一。

## 早年生活
他于1914年5月18日出生在普罗夫迪夫，父亲是基里尔·克里斯托夫（Kyryl Christov），母亲是雷娜·特奥多罗娃（Rayna Teodorova）。鲍里斯·克里斯托夫很早就展示了其歌唱天赋，小时候就在索非亚亚历山大·涅夫斯基大教堂的合唱团唱歌。其父曾是雷森颇受欢迎的领唱者，将忠实的信徒吸引到他领唱的保加利亚主教教堂。
1930年代末，他从法律专业毕业，开始从事地方法官的职业。他在业余时间继续在索非亚的古斯拉合唱团（Gusla Chorus）唱歌，并于1940年作为合唱团的独唱取得了巨大成功。借助政府拨款，克里斯托夫于1942年5月前往意大利，并在那里接受了两年的核心意大利低音技能辅导，辅导他的是上一代伟大的男中音里卡多·斯特拉恰里。

## 表演生涯
克里斯托夫于1944和1945年在奥地利进行了几次客座演出和独唱音乐会，之后于1945年12月返回意大利。1946年3月12日，他在雷焦卡拉布里亚出演了《波西米亚人》中的科林（Colline），这是其歌剧首演。在接下来的几年里，克里斯托夫在米兰的斯卡拉大剧院、威尼斯的凤凰剧院、罗马歌剧院（the Rome Opera）、伦敦科文特花园，以及那不勒斯、巴塞罗那、里斯本和里约热内卢等地的歌剧院饰演了多个角色。
1950年，他受邀在纽约的大都会歌剧院演唱，但由于麦卡伦移民法禁止东方集团国家的公民入境，他被拒绝进入美国。该角色由年轻的意大利男低音切萨雷·西皮代替。限制放宽后，克里斯托夫于1956年在旧金山歌剧院进行了其在美首演。他拒绝了大都会所有的后续邀请，也从未去过那里。1964年，克里斯托夫因脑肿瘤手术短暂离开了舞台，后于1965年恢复了其职业生涯，尽管速度很慢。1967年，他被允许返回保加利亚，参加他母亲的葬礼。这是自1945年以来，他第一次被允许返回保加利亚。
在1970年代，克里斯托夫的舞台表演变得越来越少。1986年6月22日，他在罗马的保加利亚学院（Accademia di Bulgaria）举行了最后一场音乐会，结束了其职业生涯。1993年他在罗马逝世，遗体被运回保加利亚，停灵于索非亚亚历山大·涅夫斯基大教堂，后葬于索非亚中央公墓46区。

## 声音、曲目、角色

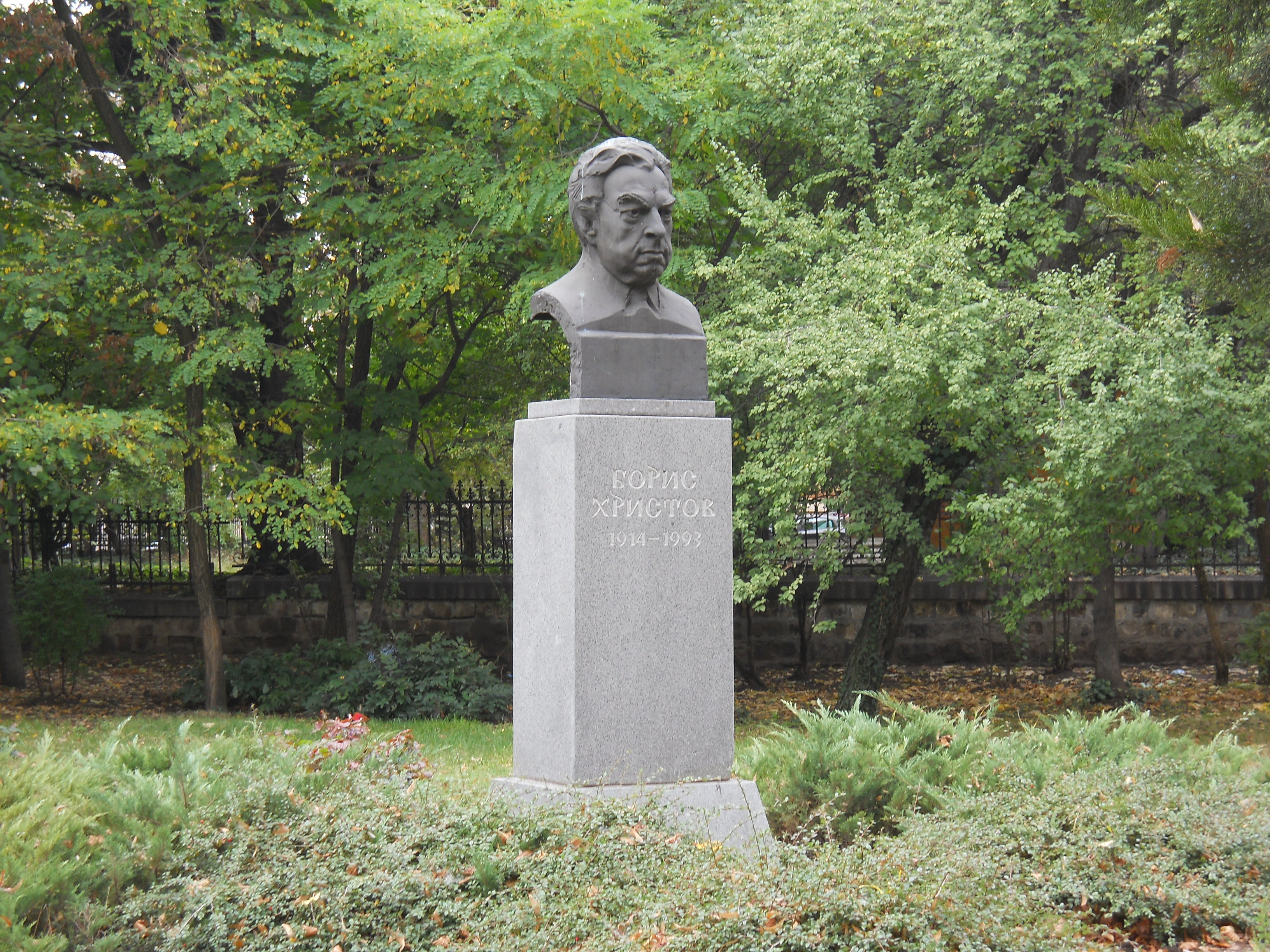
保加利亚索非亚亚历山大·涅夫斯基大教堂附近的鲍里斯·克里斯托夫纪念碑

克里斯托夫嗓音出色，带有独特的深沉音调。虽然他不像其他某些男低音声音那么大，但他在像旧金山歌剧院这样的大空间中产生冲击力并不困难。由于其舞台表现力和戏剧气质，他是斯拉夫男低音伟大传统当之无愧的继承人，这些男低音包括费奥多·斯特拉文斯基、列夫·西比里亚科夫（Lev Sibiriakov）、弗拉基米尔·卡斯托尔斯基（Vladimir Kastorsky）、费多尔·夏里亚宾、亚历山大·基普尼斯和马克·雷森等。他主要演唱威尔第和俄罗斯曲目，同时也是一位高雅的室内声乐艺术家。他最著名的角色包括：
| 角色                              | 作者              | 歌剧            |
| --------------------------------- | ----------------- | --------------- |
| 沙皇鲍里斯                        | 穆索尔斯基        | 鲍里斯·戈杜诺夫 |
| 腓力二世                          | 威尔第            | 唐·卡洛         |
| 梅菲斯托费勒斯                    | 古诺              | 浮士德          |
| 梅菲斯托费勒斯                    | 博伊托            | 梅菲斯托费勒    |
| 伊万·苏珊宁                       | 格林卡            | 沙皇的一生      |
| 扎卡里亚                          | 威尔第            | 拿布果          |
| 沙皇伊凡                          | 里姆斯基-科萨科夫 | 普斯科夫的女仆  |
| 多思菲（Dosifei）                 | 穆索尔斯基        | 霍望奇納        |
| 戈麦斯·达席尔瓦（Gomez da Silva） | 威尔第            | 埃尔纳尼        |
| 菲耶斯科（Fiesco）                | 威尔第            | 西蒙·波卡涅拉   |
| 阿提拉                            | 威尔第            | 阿提拉          |
| 瓜迪亚诺神父（Padre Guardiano）   | 威尔第            | 命运之力        |
| 加利茨基（Galitzky）              | 鲍罗丁            | 伊戈尔王子      |
| 康恰克（Kontchak）                | 鲍罗丁            | 伊戈尔王子      |

克里斯托夫在录音室录制了八部歌剧（《唐·卡洛》、《鲍里斯·戈杜诺夫》和《浮士德》各录了两次）和大量现场录音（广播或舞台表演）。作为歌曲演唱者，他备受推崇，他录制了200多首俄罗斯歌曲，作者包括穆索尔斯基（他是第一个录制穆氏所有63首歌曲的人）、柴可夫斯基、里姆斯基-科萨科夫、格林卡、鲍罗丁、居伊、巴拉基列夫以及传统歌曲，大部分有钢琴伴奏。他开创了一项传统，即在录音室录制《鲍里斯·戈杜诺夫》时，用同样的低音部演唱三个角色（鲍里斯、瓦拉姆Varlaam和皮门Pimen）。
克里斯托夫虽然在舞台上是一位出色的表演者，但他在台下与其他歌手和制作人的关系并不好，有时甚至会演变成公众丑闻。1955年，他在罗马歌剧院演出《美狄亚》时与玛丽亚·卡拉斯闹翻。1961年，他与保加利亚同胞尼古拉·吉奥罗夫发生公开冲突，指责他与保加利亚共产主义政权合作，随后克里斯托夫与斯卡拉大剧院的合同被终止。赫伯特·冯·卡拉扬试图让他在《唐·乔望尼》中担任男主角，但这不适合他的音域；这促使他与冯·卡拉扬断交。
他是意大利男中音铁托·戈比的连襟。

## 录音
他有许多录音被保留下来。以下列表仅包含其中一部分。
- 他的穆索尔斯基歌曲全集现存，由EMI制作。
- 威尔第的《安魂曲（英语：Requiem (Verdi)）》他录制了3次，一次是1959年在罗马由图利奥·塞拉芬指挥，一次是由赫伯特·冯·卡拉扬指挥，一次是由布鲁诺·巴托莱蒂（英语：Bruno Bartoletti）指挥。
- 现存《鲍里斯·戈杜诺夫》的两次录制，克里斯托夫演唱三个角色：鲍里斯、皮门和瓦拉姆神父。
- 主要瓦格纳角色的两场演出现存，均以意大利语演唱：《帕西法尔》中的古内曼兹（Gurnemanz），1950年在罗马由维托里奥·桂（英语：Vittorio Gui）指挥；以及《纽伦堡的名歌手》中的金匠波格纳（Pogner），1962年在都灵由洛夫罗·冯·马塔西奇（英语：Lovro von Matačić）指挥（录音室）。
- 1976年卢加诺独唱音乐会（DVD）

## 获奖
- 莱奥尼·桑宁音乐奖（英语：Léonie Sonning Music Prize）（1969年，丹麦）

## 荣誉
- 南极洲东利文斯顿岛布兰斯菲尔德海峡沿岸，形成艾托斯角的悬崖被以他的名字命名。[9]

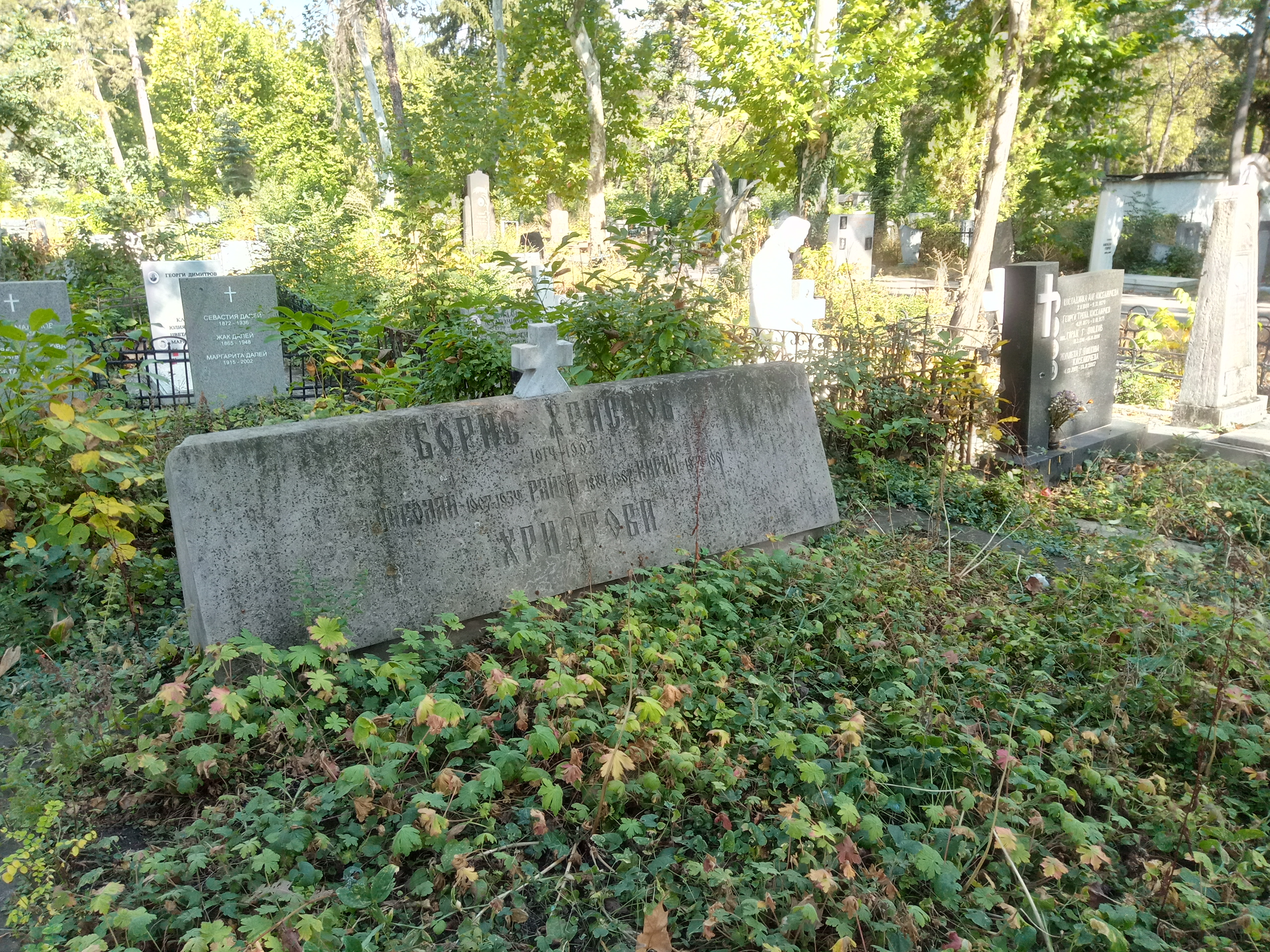
鲍里斯·克里斯托夫及其父母的墓，位于索非亚中央公墓